# Ressl
Ressl (na mapách též Rýzl, Ryzel, Koňský vrch, Čepirožská výšina, německy Ressel či Rössel) je vrch na severozápadním okraji města Mostu. S nadmořskou výškou 414 metrů je nejvyšším z kopců, které obklopují město. Ressl je nejzápadnější vrch Českého středohoří.

## Geologická charakteristika
Morfologicky výrazný vrch pochází z třetihor a zapadá do tektonické linie mladších znělcových vulkanitů Bořeň, Želenický vrch, Zlatník, Špičák a Hněvín. Znělec se v současné době těží lomem a drtírnou na svahu Želenického vrchu jako stavební kámen, štětovací kámen při stavbě silnic a ve sklářském průmyslu pro výrobu pivních lahví. Stáří znělce z Hněvína bylo určeno na 27,4 ± 2,5 miliónů let, u znělce ze Špičáku na 32 miliónů let a ze Želenického vrchu na 33 miliónů let. Hornina vykazuje zvláštnost v obsahu stopových prvků: extrémně nízké relativní obsahy niklu a chromu a naopak vysoké obsahy zirkonu a niobu. Ressl je dokladem vypreparovaného průniku znělcové lávy do slepenců s ostrohrannými úlomky hornin v sopečných vějířovitých kanálech, které jsou časté v severočeském regionu z období mladších třetihor.

## Historie

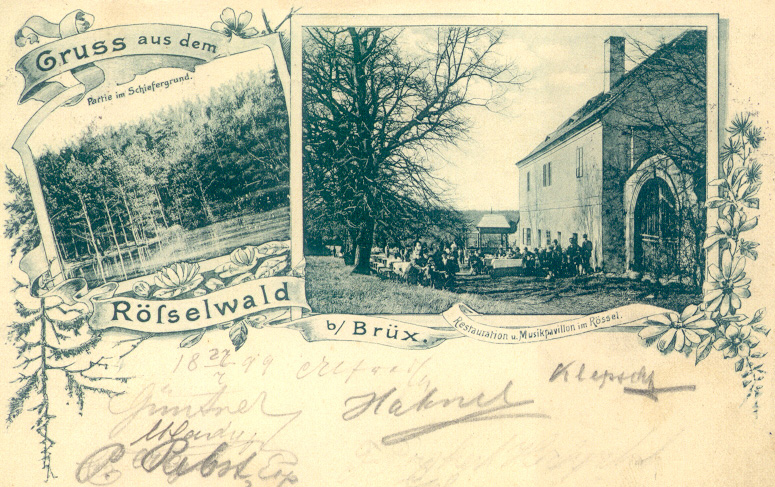
Restaurace na Resslu na přelomu 19. a 20. století

Se jménem vrchu se poprvé setkáváme roku 1290 v listině Alberta ze Žeberka (Albertus de Seberch), který v ní daroval osadu na Resslu se vším příslušenstvím a vinicemi cisterciáckému klášteru v Oseku. Ze seznamů příjmů z roku 1425 je zřejmé, že místní dvůr odváděl viničné desátky mosteckému hradu a z roku 1455 je v historických pramenech zmínka o zalesnění kopce po čerpání dřeva pro hradní posádku. Původní osada Ressl postupně zanikla a zbyl zde jen stejnojmenný dvůr, kde se chovaly ovce. Až do 17. století se na jihovýchodních svazích vrchu pěstovala vinná réva. Tehdy již byl Ressl majetkem města Mostu. V letech 1770-1780 byl vybudován na Resslu nový městský statek a zdejší polnosti se rozšířily o 200 strychů (57 ha). V následujícím století však byl Ressl opět zalesněn a sloužil jako městský lesní revír.
Na počátku 20. století byl Ressl jako přírodní park oblíbeným cílem výletů obyvatel Mostu, proto zde byla na vrchu zřízena rozhledna. V jihozápadní části kopce fungoval kamenolom, dnes již opuštěný. Poslední velká stavební aktivita na Resslu proběhla v letech 1957-1958, kdy zde byl vybudován přírodní amfiteátr, který je však dnes již pustý a zarostlý dřevinami.

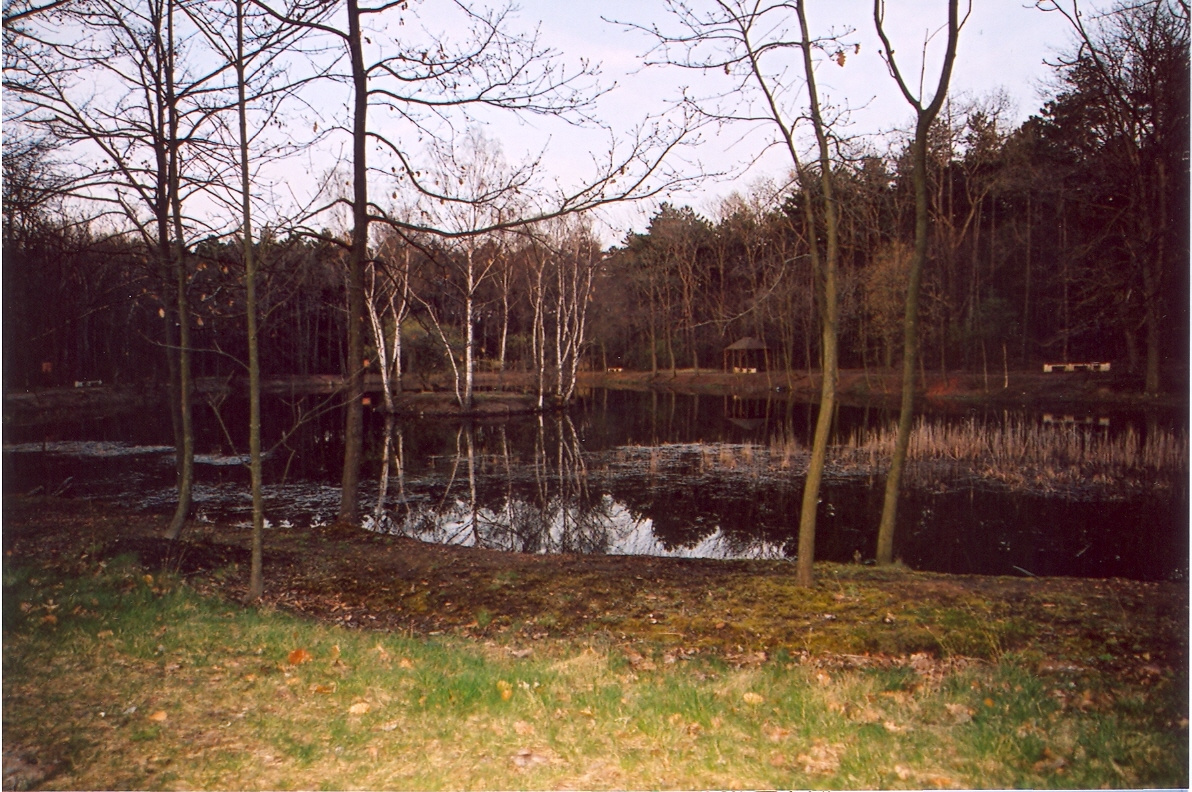
Jezírko na Resslu

## Současnost
Také dnes je vrch vzhledem ke své poloze a vybudovanému zázemí vhodným a častým cílem pro krátkodobou příměstskou rekreaci jako je houbaření, pěší procházky a cykloturistika. Jsou zde vybudována odpočívadla, dětské atrakce a informační tabule. Upraveno bylo i malé jezírko. V objektu historického statku Ressl se v současnosti nachází bistro s letním provozem, část objektu po rekonstrukci slouží jako hotel. V roce 2007 Magistrát města Mostu ve spolupráci s Oblastním muzeem v Mostě vybudovalo naučnou stezku Ressl se 13 informačními tabulemi. Celková trasa stezky měří téměř 3 km, protíná celý vrch Ressl a končí u zahrádek na konci ulice Okrajová, kde se po ukončení rekultivací plánuje výstavba naučného oddychového parku Slatinice podle názvu zaniklé obce. Na severovýchodním úpatí kopce se nachází venkovní koupaliště.

## Přírodní poměry
V nadmořských výškách, v jaké se nachází Ressl, jsou přirozeným lesním ekosystémem teplomilná doubrava a dubohabrové háje. Dubové lesy byly ale v 19. století na Resslu mýceny a nahrazovány z produkčních důvodů rychleji rostoucími nepůvodními dřevinami. Na Resslu tak dominuje borovice černá. Její opadané jehličí negativně ovlivňuje podrost a neumožňuje návrat dubů na původní stanoviště. Dalšími importovanými dřevinami pěstovanými pro dřevní hmotu jsou zde borovice vejmutovka a modřín opadavý. Z hlediska členění ekosystémů podle rostlinných společenstev lze zdejší lesní porost zařadit do ekosystémů pěstovaných kulturních lesů. Z bohaté mozaiky druhů, se kterými se na Resslu setkáme, tu vedle zmíněných druhů dřevin rostou také např. dub zimní, habr obecný, buk lesní, lípa srdčitá, jírovec maďal nebo smrk ztepilý. Ressl postupně dostává charakter parku, který je podpořen výsadbou mnoha druhů listnáčů.
Na jihovýchodním úpatí vrchu Ressl se nachází památkově chráněný strom - dub letní.

## Fotogalerie

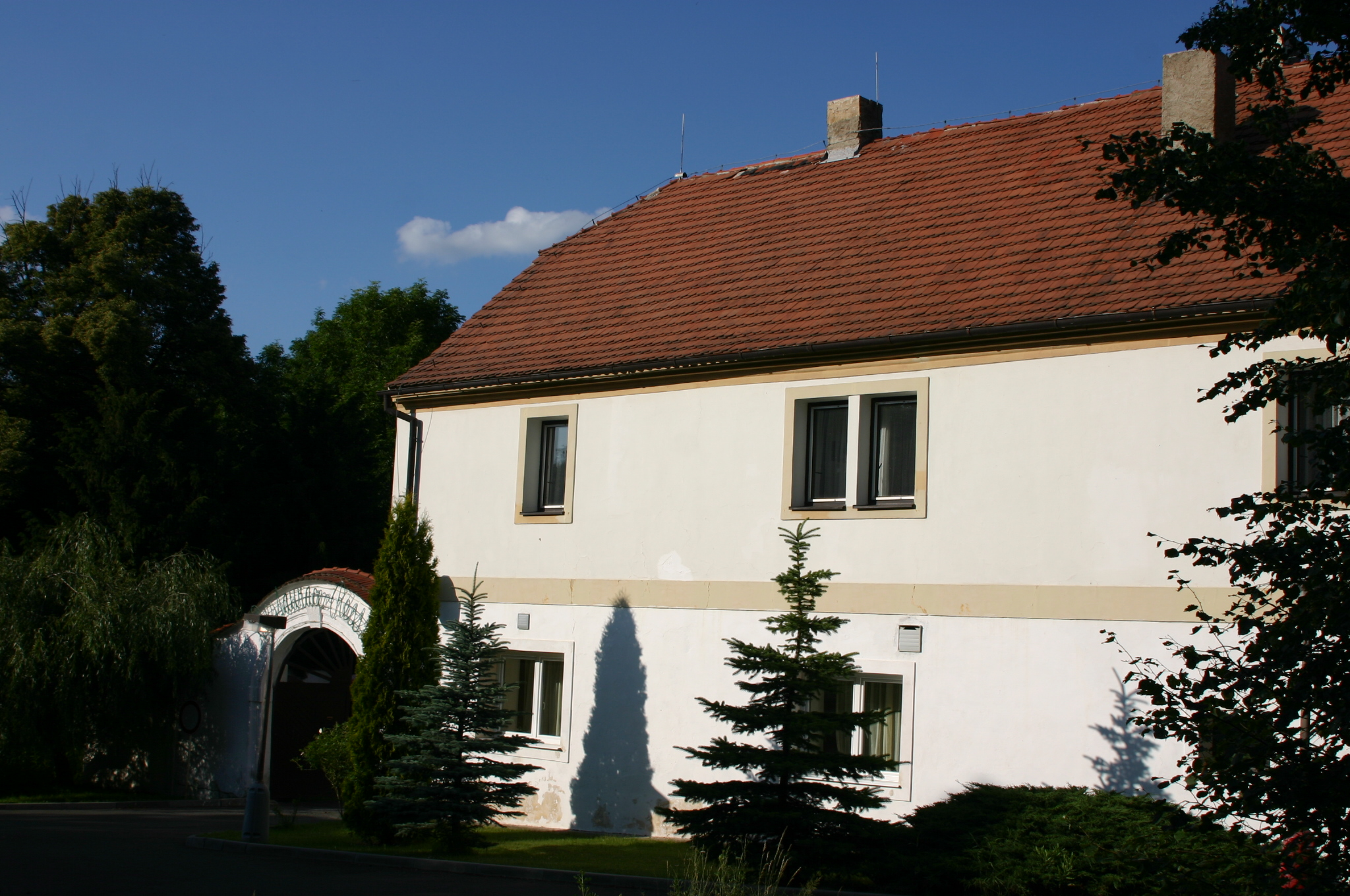
Bývalý statek na Resslu, dnes restaurace
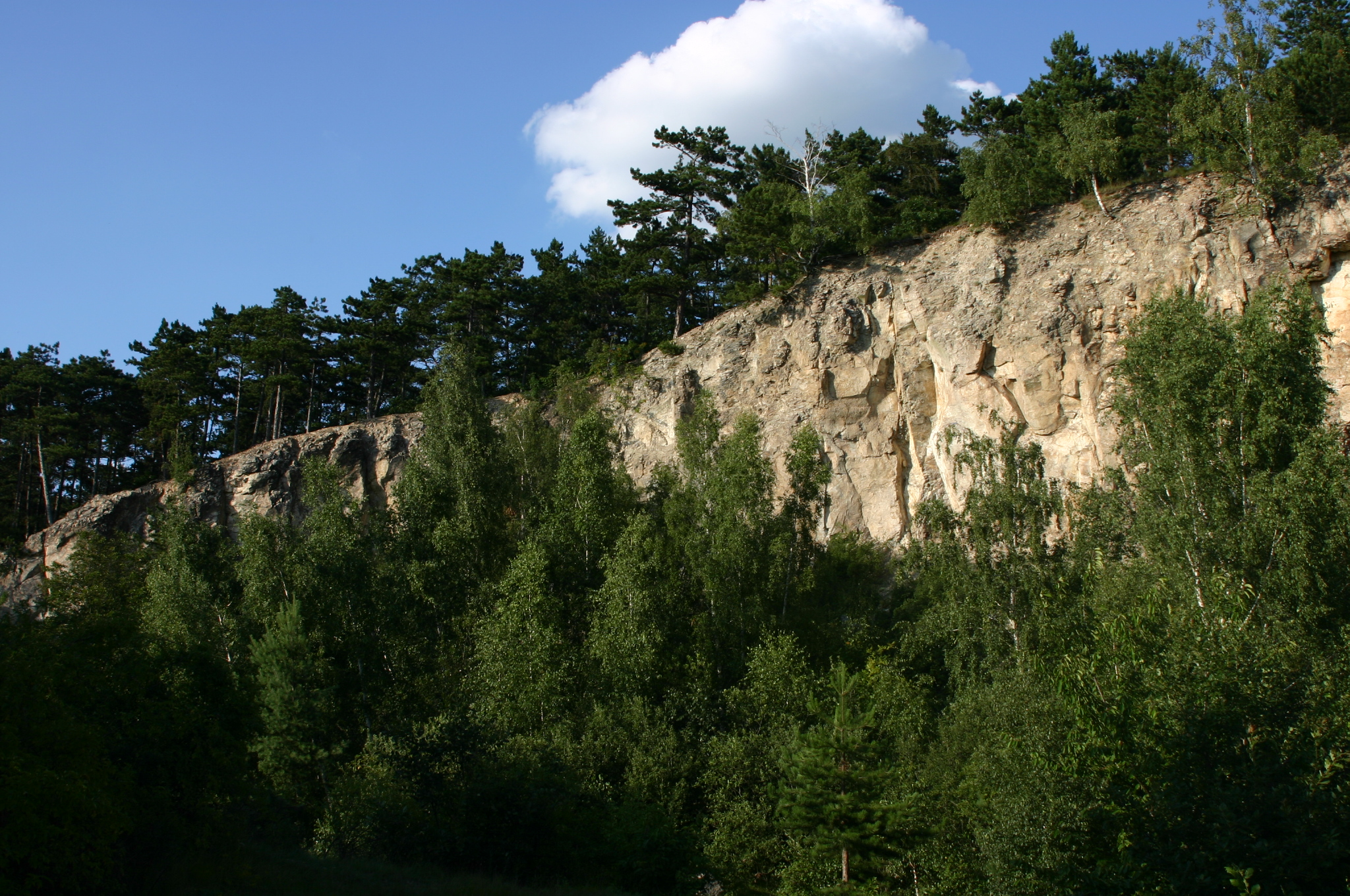
Zaniklý lom na jižním úpatí kopce
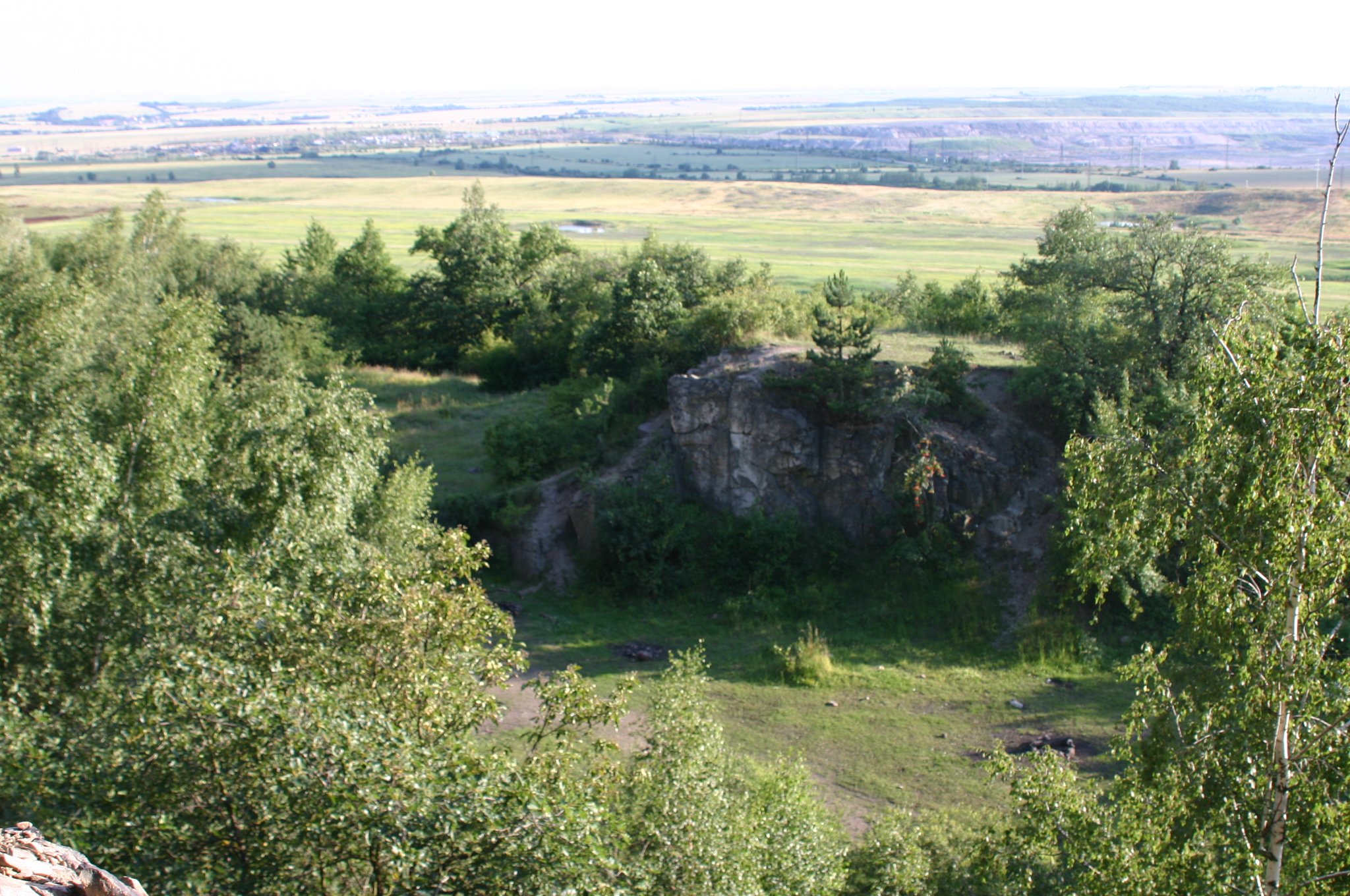
Zaniklý lom na jižním úpatí kopce
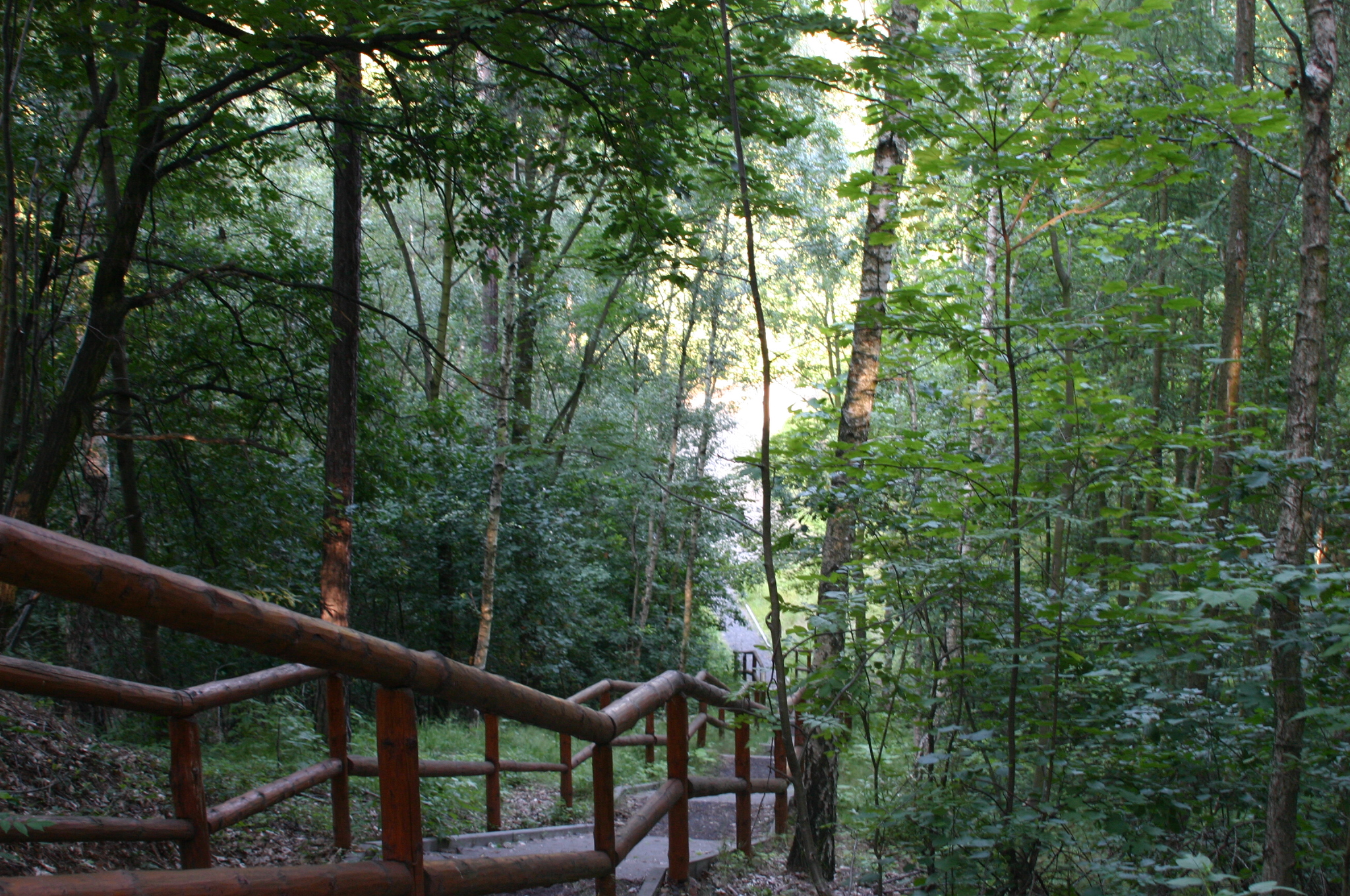
Zarostlé hlediště přírodního amfiteátru